# 蝴蝶变形记
《蝴蝶变形记》（Metamorphosis of Butterfly）是由孟京辉导演的一部先锋话剧，其创意来源于弗里德里希·迪伦马特的多部作品，创作者将其定位为“狂躁喜剧”，该剧在2011年于中国北京蜂巢剧场首演,由中国国家话剧院演出。

## 主创人员
导演：孟京辉

舞美设计：张武

灯光设计：王琦

音箱设计：严贵和

音乐设计：黄湘丽

服装设计：常思佳、赵国清、齐溪、周浪

舞蹈编导：齐溪、黄湘丽、张紫淇、寇智国

文学策划：廖一梅

## 演员
王泷正 饰 黑豹

张紫淇 饰 克拉拉

寇智国 饰 市长

黄湘丽 饰 小白兔

冯起龙 饰 骚壮男

赵红薇 饰 医生/巫师

齊溪 饰 警察局长

刘畅 饰 总管/甲/乙/丙/丁

## 剧情
十年前，黑豹因为钱而抛弃了克拉拉，克拉拉被迫离开居伦城。如今，克拉拉夫人和一个富商结婚腰缠万贯，她回到了居伦城，悬赏巨款追杀黑豹......

## 巡演历程
- 2011年

3月24日-4月9日，北京 蜂巢剧场；4月13日-4月24日，上海话剧艺术中心